# Béla Markó
Béla Markó (Târgu Secuiesc, 8 settembre 1951) è un politico, scrittore e traduttore rumeno della comunità magiara di Romania.
Presidente dell'UDMR dal 1993 al 2011. Nel 2004-2007 ha ricoperto il ruolo di Ministro di Stato per il coordinamento delle attività nel campo della cultura, dell'educazione e dell'integrazione europea nel Governo Tăriceanu I e II. Dal 23 dicembre 2009, ha ricoperto il ruolo di Vice Primo Ministro del governo Boc II e Ungureanu.

## Formazione
Béla Markó si è laureato nel 1974 presso l'Università Babeș-Bolyai di Cluj-Napoca, frequentando i corsi della Facoltà di filologia sezione ungherese-francese. Ha poi lavorato fino al 1976 nella scuola elementare di Sâncraiu de Mureș come insegnante di francese. Successivamente è stato fino al 1989 editore della rivista letteraria ungherese Igaz Szó. Dal 1989 è redattore capo del settimanale letterario Látó pubblicato a Târgu Mureș. Ha anche pubblicato numerosi articoli sui libri di testo.

## Attività politica
Dopo gli sconvolgimenti politici del 1989, iniziò a impegnarsi attivamente in politica. È membro delle associazioni degli scrittori e del segretario generale ungherese e rumeno del Club PEN Romániai Magyar. Dal 1990 è senatore del parlamento rumeno come rappresentante dell'Unione Democratica Magiara di Romania (UDMR-RMDSZ), come presidente dal 1993 al 2011. Dal 2004 al 2007, in qualità di Vice Primo Ministro, è stato responsabile della supervisione degli sforzi di integrazione europea della Romania, nonché per l'istruzione e le attività culturali.
Nel 2004 ha preso parte alle elezioni presidenziali, ottenendo il 4º posto con il risultato del 5,1% dei voti.

## Documenti pubblicati

### Volume di poesia
- A szavak városában (Editura Kriterion, București, 1974)
- Sárgaréz évszak (Ed. Dacia, Cluj, 1977)
- Lepkecsontváz (Ed. Kriterion, București, 1980)
- Az örök halasztás (Ed. Kriterion, București, 1982)
- Talanítás (Ed. Kriterion, București, 1984)
- Szarka-telefon. Versek kisfiúknak-kislányoknak (Ed. Ion Creangă, București, 1984)
- Friss hó a könyvön (Ed. Kriterion, București, 1987)
- Mindenki autóbusza (Ed. Magvető, Budapesta, 1989)
- Égő évek (Ed. Kriterion, București, 1989)
- Tücsöknóta. Versek kisfiúknak, kislányoknak (Ed. Ion Creangă, București, 1990)
- Kiűzetés a számítógépből (Ed. Kriterion, București, 1991)
- Ellenszélben (Ed. Püski, Budapesta, 1991)
- Kannibál idő, 1968-1989 (Ed. Könyves Kálmán – Széphalom Könyvműhely, Budapesta, 1993)
- Érintések. Széphalom Könyvműhely (Budapesta, 1994)
- Karikázó idő. Versek kisfiúknak, kislányoknak (Antológia Kiadó, Kecskemét, 1996)
- Szétszedett világ. Egybegyűjtött versek, 1967-1995 (Ed. Mentor, Târgu Mureș, 2000)
- Ha varázsló lennék (Gyermekversek) (Ed. Pallas-Akadémia Könyvkiadó, Miercurea Ciuc, 2000)
- Szerelmes szonettkoszorú (Ed. Pallas-Akadémia Könyvkiadó, Miercurea Ciuc, 2002)
- Költők koszorúja (Ed. Pallas-Akadémia Könyvkiadó, Miercurea Ciuc, 2002)
- Balkáni fohász (Ed. Pallas-Akadémia Könyvkiadó, Miercurea Ciuc, 2003)
- Miért lassú a csiga? (Ed. Bookart, Miercurea Ciuc, 2007)
- Hány életünk volt? (Ed. Bookart, Miercurea Ciuc, 2007)
- A pinty és a többiek (Ed. Bookart, Miercurea Ciuc, 2007)
- A hold fogyókúrája (Ed. Bookart, Miercurea Ciuc, 2008)
- Balázs kertje (Ed. Bookart, Miercurea Ciuc, 2009)
- Tulajdonképpen minden (Ed. Bookart, Miercurea Ciuc, 2010)

### Volume di saggi e analisi letteraria
- Az erdélyi macska. Szépliteratúrai utazások 1978-1994 (Ed. Pallas-Akadémia Könyvkiadó, Miercurea Ciuc, 1999)
- Olvassuk együtt (Ed. Albatros, București, 1989)
- Magyar irodalom: XX. századi magyar irodalom tankönyv a XI. osztály számára (Editura Didactică și Pedagogică, București, 1998)

### Volumi educativi e discorsi politici
- A felsőoktatás és intézményrendszere jövőépítésünk szolgálatában (2000)
- A feledékeny Európa (Ed. Mentor, Târgu Mureș, 2000) - discursuri 1990-1999
- Önállóságra ítélve (Ed. Mentor, Târgu Mureș, 2002) - discursuri 2000-2002
- A magyar dilemma (Ed. Pallas-Akadémia Könyvkiadó, Miercurea Ciuc, 2004) - discursuri 2002-2004
- A lábujjhegyre állt ország (Ed. Pallas-Akadémia Könyvkiadó, Miercurea Ciuc, 2006)
- Egy irredenta hétköznapjai (Ed. Pallas-Akadémia, Miercurea Ciuc, 2009);